# برداریتسا
برداریتسا (به صربی: Brdarica) یک منطقهٔ مسکونی در صربستان است که در کوتسیوا واقع شده‌است.